# 金堂县
金堂县位于中国四川省成都市东北部，沱江上游。面积1156平方公里，人口90.3万人。县人民政府驻赵镇街道。

## 历史
金堂因有山川之利，自古即为川西水陆交通枢纽，是成都东部之门户，历来为兵防要地和川西商贾云集的中心。
先秦
- 古为梁州境域；
- 商、周及春秋战国为蜀国地；

秦汉魏晋
- 秦灭蜀国，入秦国蜀郡版图；
- 高帝六年（公元前201年），分巴、蜀置广汉郡，金堂地属新都县。
- 元鼎二年（公元前115年），分新都所置犍为郡牛鞞县。金堂县地属广汉郡新都县东地、雒县东南地及犍为郡牛鞞县西地。现县城赵镇所在为新都县大渡亭。
- 天凤元年（公元14年），王莽改益州为庸部，广汉郡为就都郡、犍为郡为西顺郡。金堂地属就都郡、西顺郡。
- 更始三年（公元25年），公孙述据蜀，又改益州为司隶，广汉郡为子同，但名虽改而属县如故。
- 东汉承西汉之旧，金堂仍隶广汉、犍为二郡之新都、牛鞞二县。

魏晋南北朝
- 西晋秦始二年（公元266年），改广汉郡为新都郡。金堂地属新都、犍为郡。
- 秦始二年（公元266年），分益州置梁州，将新都郡隶梁州，金堂地又分属梁、益二州。
- 咸宁三年(公元277年)，封司马该为新都王；永宁元年（公元301年），封司马衍为新都王。皆以新都郡为新都国。金堂地属新都国、益州。司马该死无嗣、永嘉（公元307-312年）末司马衍移封后，复新都郡。
- 之后除穆帝中将牛鞞度属蜀郡外，虽几经战乱割据，金堂之隶属关系迄未变更。
- 东晋安帝义熙九年（413），朱龄石于东山立金渊戍，戍所在今淮口镇对面的同兴乡州城村，以江水产金沙名。
- 西魏废帝二年（553），于金渊戍所置金渊郡，割牛鞞县西部分地区建置金渊县，割新都县东部分地区置白牟县，以金渊、白牟二县隶属金渊郡。郡治与金渊县治同驻今同兴乡州城村，白牟县治驻今青白江区城厢镇。
- 北周（557～581）废金渊郡，并白牟县入金渊县。

隋唐五代
- 唐武德元年（618），为避高祖李渊讳改金渊为金水县；
- 咸亨二年（671），割雒县、新都、金水三县部分地建置金堂县，以界有金堂山得名。初隶益州，后属汉州，县治驻今龙威乡新生村旧城址。
- 唐朝末至五代时期，金水县与金堂县先后属前蜀、后唐、后蜀地版图。金水县隶属简州，金堂县仍属简州，各县治驻址未变。

宋元明清
- 宋乾德三年（965）灭后蜀，五年（967）于金水县地立怀安军，隶西川路，管辖金水、金堂二县。
- 嘉祐二年（1057），因金堂县城被洪水冲毁，县治迁往白牟县治所城厢镇。[3]
- 元世祖至元十三年（1276），怀安军改置怀州，隶属成都路，仍辖金水、金堂二县；同年，省金水县入怀州；
- 明洪武二十年（1283），又省怀州入金堂县。
- 洪武十年（1377）五月，金堂县并入新都县；
- 洪武十三年（1380）复置金堂县，县治仍驻城厢镇。
- 其后，在明朝、清朝、民国时期，县境版图无大的变化。

近现代
- 宣统三年（1911年）9月13日，金堂光复，成立民国县政府，为四川省内最早的光复县之一。

当代
- 1949年12月27日金堂县解放。
- 1950年初，隶绵阳专区。
- 1950年1月4日，成立金堂县人民政府。
- 1950年10月28日，县治由城厢镇迁驻今赵镇。
- 1953年7月起，隶温江专区。
- 1958年3月14日，新都县的华严乡和永乐乡第三村划归金堂县管辖。
- 1959年12月10日，华严、大同两个人民公社划归成都市管辖。
- 1977年9月24日，金堂县划归成都市。
- 1981年1月，划城厢、太平两区的一镇、11个人民公社归青白江区。
- 2001年9月，撤销又新乡，设立又新镇。
- 2004年9月8日，撤销九龙镇和云绣乡、黄家乡。将原云绣乡并入赵镇，原九龙镇并入淮口镇，原黄家乡并入三溪镇，竹篙镇双辉村及高板镇包包店村、茅庵塘村划归隆盛镇。
- 2006年6月22日，将白果镇石心村划归淮口镇。
- 2019年，撤销清江镇与官仓镇，原清江镇与官仓镇所辖区域设立官仓街道；撤销栖贤乡与三星镇，原栖贤乡与三星镇所辖区域设立栖贤街道；撤销隆盛镇并入转龙镇；撤销高板镇与平桥乡，原高板镇与平桥乡所辖区域设立高板街道；撤销淮口镇，以原淮口镇及三溪镇三圣社区、白庙村、明月村所属行政区域设立淮口街道；撤销广兴镇并入竹篙镇。

## 人口
2020年末，根据成都市第七次全国人口普查公报显示：金堂县常住人口为800371人，男性人口占比50.06%，女性人口占比49.94%，年龄结构中0-14岁占比14.68%，15-59岁占比63.08%，60岁以上占比22.24%，65岁以上占比17.16%。

## 行政区划
金堂县下辖6个街道办事处、10个镇：
赵镇街道、官仓街道、栖贤街道、高板街道、白果街道、淮口街道、五凤镇、三溪镇、福兴镇、金龙镇、赵家镇、竹篙镇、转龙镇、土桥镇、云合镇和又新镇。

## 交通
金堂县距成都市区36公里。达成铁路、遂成铁路、成渝铁路过境，唐巴公路、成南高速公路、成德南高速公路、成都第二绕城高速、成都经济区环线高速在境内通过，连接成都市区至县城的“成金（青）快速通道”已建成通车数年。

## 风景名胜
县内主要景点有：淮口瑞光塔、云顶城南宋抗元山城遗址、五凤古镇、金山森林公园、栖贤乡梨花沟等。

## 特产
金堂紫薯、金堂明参：中国地理标志产品。

## 洪涝灾害
因金堂县自1950年以来的治所赵镇处于毗河、青白江、北河等河流交汇形成沱江的地方，加之赵镇下游为“金堂峡”，沱江河道变窄，排水不畅，加之上游集水面积达到达6590平方公里，故金堂县治赵镇发生洪涝灾害的情况较多。
1981年，四川发生重大洪水，其中金堂赵镇成为灾区,位于沱江干流的三皇庙水文站测得洪峰过境流量为8110立方米/秒。2013年，金堂赵镇再次遭遇洪水，过境流量最高峰达到7390立方米每秒，超警戒水位3.25米，导致金堂老城区成为汪洋。2018年，金堂赵镇再次遭遇洪水，据三皇庙水文站测得，过境流量洪峰达到7810立方米/秒，超警戒水位4.32米。2020年8月，金堂赵镇再次遭遇洪水，洪峰流量达到8100立方米每秒，超警戒水位6.0米。
2004年，为减轻洪涝灾害的影响，将沱江“金堂峡”段的最窄处由40米拓宽至90米。